# Photobacterium panuliri
Photobacterium panuliri ist ein im Meer vorkommendes Bakterium. Es wurde von Eiern der Langustenart Panulirus penicillatus (engl. "Spiny Lobster") in der Andamanensee isoliert. Darauf weist auch der Artname "panuliri" hin. Es wurde bezüglich der Produktion von dem Enzym Endoglucanase untersucht. Dieses ist für den   industriellen Einsatz, wie z. B. innerhalb der Textilbranche, von Interesse.

## Merkmale
Photobacterium panuliri stäbchenförmig mit einer Breite von 0,5–0,8 μm und Länge von 1–3 μm. Nach 48 Stunden Inkubation mit 28 °C erreichen die Kolonien einen Durchmesser von 1,5–2 mm. Das Bakterium ist fakultativ anaerob. Das Wachstum erfolgt unter
anaeroben Bedingungen auf Marinen-Agar und ebenfalls auf marinen Agar mit Nitrat. Eine Lumineszenz wurde nicht beobachtet. Der Gattungsname Photobacterium weist auf die Lumineszenz einiger beschriebenen Arten hin, hierzu zählen z. B. Photobacterium phosphoreum, P. leiognathi, P. aquimaris, P. kishitanii und P. ganghwense. Viele aufgrund molekularen Untersuchungen (z. B. Vergleiche der rRNA) später hinzugefügte Arten zeigen allerdings keine Lumineszenz.

## Stoffwechsel und Wachstum
Wachstum erfolgt bei 15–38 °C, optimales Wachstum tritt bei 28 °C auf. Photobacterium panuliri ist alkalitolerant, es toleriert hohe pH-Werte zwischen 5,5–11. Das Bakterium kann in Gegenwart von 0,5–7 % NaCl (w/v) wachsen. Der optimale NaCl-Gehalt für das Wachstum liegt bei 2–4 %.
Der Methylrot-Test fällt positiv aus. Ebenfalls verlaufen die Tests auf Hydrolyse von DNA sowie der Katalase- und Oxidase-Test positiv. Glukose und Maltose können als einzige Kohlenstoff- und Energiequelle genutzt werden. Negativ fallen u. a. die Tests auf Nutzung von Raffinose, der Voges-Proskauer-Test und auf die Hydrolyse von Casein aus.

## Endoglucanase
Photobacterium panuliri bildet das  Enzym Beta Endoglucanase (EC 3.2.1.4), das für den industriellen Einsatz von Interesse ist. Das Enzym findet man u. a. bei verschiedenen Bakterienarten und Pilzen und dient dort der Auflösung von dem in Pflanzenzellen vorkommenden Polysaccharids Cellulose. Dies geschieht z. B. um die Aufnahme und Verdauung des Moleküls zu ermöglichen. Beta Endoglucanase, welches zu den Cellulasen zählt, trennt die einzelnen Zuckerbausteine der Cellulose voneinander. Hierbei werden die 1,4-β-D-glycosidischen Bindungen zwischen den einzelnen Zuckern aufgelöst. Solche Enzyme sind vor allem in der Textil- und Waschmittelindustrie von Interesse. Es werden bereits seit längeren vor allem Pilzarten hierfür eingesetzt. Die Qualität der Umsetzung, bedingt z. B. von Geschwindigkeit und Stabilität, variiert je nach eingesetzten Organismus. Eine höhere katalytische Aktivität, Lösungsmitteltoleranz und Toleranz von pH-Werten und Salzgehalten (Halophilie) ist bei der industriellen Nutzung von Interesse. Hierzu werden auch marine Bakterien, die z. T. extremen, schwankenden Umweltbedingungen standhalten (z. B. Salzgehalt, pH-Wert, Temperatur, Druck), untersucht. Photobacterium panuliri ist alkalitolerant, es toleriert pH-Werte von bis zu 11. Außerdem toleriert es relative hohe Salzgehalte, bis zu 7 % NaCl (es ist halotolerant). Bislang wurden auch bei hohen Salzgehalten stabile Cellulasen nur von wenigen Bakterienarten, wie z. B. aus den Gattungen Salinivibrio, Halocella, Halomonas, Bacillus und Thalassobacillus, extrahiert.
Die von P. panuliri gebildete Endoglucanase ist gegenüber hohen Salzgehalten stabil und widerstandsfähig gegen Lösungsmitteln. Es weist nur sehr geringe Sequenzähnlichkeiten mit anderen bekannten unter hohen Salzgehalt arbeitenden Cellulasen auf. Phylogenetisch hat das Enzym von P. panuliri im Vergleich zu anderen Cellulasen einen entfernten evolutionären Ursprung.

## Systematik
Die Gattung Photobacterium zählt zu der Familie Vibrionaceae der Gammaproteobacteria. Photobacterium panuliri wurde 2014 erstbeschrieben, der Eintrag in das NCBI erfolgte 2015. Im Januar 2021 waren von der Gattung fast 40 Arten bekannt.

## Genutzte Literatur
- Kamal Deep, Abhijit Poddar und Subrata K. Das:  Photobacterium panuliri sp. nov., an Alkalitolerant Marine Bacterium Isolated from Eggs of Spiny Lobster, Panulirus penicillatus from Andaman Sea In: Current Microbiology (2014) Band 69, S. 660–668 doi:10.1007/s00284-014-0638-0